# Artuz
Artuz (ar. عرطوز) – miasto w Syrii, w muhafazie Damaszek, w dystrykcie Katana. Według spisu ludności z 2004 roku liczyło 16 199 mieszkańców.
Od lutego do kwietnia 2016 roku, w wyniku projektu Artuz obejmującego miasto i jego okolice, Syryjski Czerwony Półksiężyc dokonał serii napraw zniszczonych lub zaniedbanych w wyniku wojny domowej studni z wodą pitną.